# Stéréobate
Un stéréobate est :

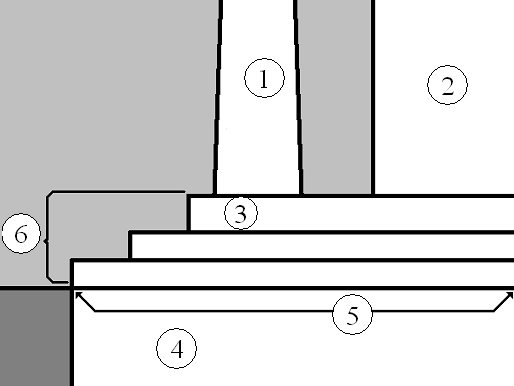
Parties inférieures d'un temple antique. 1 : colonne. 2 : mur. 3 : stylobate ou toichobate. 4 : stéréobate. 5 : euthynteria. 6 : crépis.

- un piédestal supportant une colonnade, dépourvu de moulure de base et de corniche régnant sur le pourtour d’un édifice ;
- un soubassement réuni et continu formant un avant-corps suivant les ressauts d’une façade.

On désigne le contraire sous le nom de stylobate, piédestal comportant des moulures de base et de corniche.